# IFile
iFile是一款可访问系统文件的iOS文件管理器，只能在越狱的iOS的系统上运行，可在Cydia中以4.99美元购买，由Crasten Heinelt开发。

## 主要功能
- 支持创建、复制、删除、剪切、粘贴、链接、压缩、使用文件或文件夹、使用其他程序打开文件和修改文件的所有权、查看文件的MD5值以及编辑时间.
- 支持搜索文件(包括跨级搜索文件)
- 支持打开编辑特殊文件或文本.
- 支持多窗口、显示文件缩略图、更改iFile的主题风格.
- 支持打开多种文件格式(类型),包括微软公司、苹果公司、SQlite3数据库文件以及其他压缩文件.
- 支持绑定网盘并读写、写入、执行、拷贝、粘滞(如:Drobox/FTP/WebDAV/)
- 支持蓝牙传输文件(仅限安装iFile的iOS系统)、安装Debian、导入音频文件或视讯文件到照片图库或iTunes资料库(后者则需要插件铺助)

## 评价
iFile曾被iOS越狱社区里被评为"越狱的iOS系统必不可少的插件",直至现在依然被作为最主要的插件,同时也被称为iOS上的iFanbox.

## 兼容性
- iFile2.0.1-1 版本不支持多任务.
- iFile2.2.0-1版本在iOS 4.2.1系统上安装后出现半安装问题.
- iFile2.2.0 在iOS 6 系统上安装出现图标显示问题.